# Batman navždy
Batman navždy (v anglickém originále Batman Forever) je americký akční film z roku 1995, který natočil Joel Schumacher podle komiksových příběhů o Batmanovi. Titulní postavu ztvárnil Val Kilmer, jenž oproti dvěma předcházejícím snímkům (Batman a Batman se vrací) nahradil Michaela Keatona. Do amerických kin byl film, jehož rozpočet činil 100 milionů dolarů, uveden 16. června 1995, přičemž celosvětově utržil 336 529 144 dolarů. Díky úspěchu snímku byl v roce 1997 natočen navazující film Batman a Robin.

## Příběh
Batman se musí utkat hned se dvěma nepřáteli. Jedním z nich je Dvě Tváře, původně právník, kterému kyselina rozleptala obličej a ze kterého se stala dvojí osobnost. Dalším protivníkem je Hádankář, jenž pracoval pro společnost Bruce Wayna. Vytvořil 3D televizi, pomocí níž se dostane do myšlenek ostatních lidí a díky ní zjistí, kdo se skrývá pod identitou Batmana. Na stranu Netopýřího muže se přidá Dick Grayson, kterému Dvě Tváře zabije rodiče a který si říká Robin. Mezitím se Bruce Wayne seznámí s půvabnou psycholožkou Chase a naváže s ní vztah.

## Obsazení
- Val Kilmer jako Bruce Wayne / Batman
- Tommy Lee Jones jako Harvey Dent / Dvě Tváře (v originále Two-Face)
- Jim Carrey jako Edward Nygma / Hádankář (v originále The Riddler)
- Nicole Kidman jako doktorka Chase Meridianová
- Chris O'Donnell jako Dick Grayson / Robin
- Michael Gough jako Alfred Pennyworth
- Pat Hingle jako komisař Gordon
- Drew Barrymore jako Sugar
- Debi Mazar jako Spice
- Rene Auberjonois jako doktor Burton
- Joe Grifasi jako Hawkins

## Přijetí

### Tržby
Film Batman navždy měl v Americe premiéru 16. června 1995 ve 2842 kinech a na svůj úvodní víkend utržil 52,78 miliónů dolarů. Do té doby to byl nejvýdělečnější víkend v historii. Snímek v Americe utržil 184,03 miliónů dolarů, v ostatních zemích dalších 152,5 miliónů, celosvětově tedy utržil 336 529 144 miliónů dolarů. S více než 184 miliony dolarů se jednalo o druhý nejvýdělečnější film (po snímku Toy Story: Příběh hraček) roku 1995 v USA. Rovněž celosvětové tržby byly vyšší než u předcházejícího dílu série (Batman se vrací).

### Ocenění
- Oscar – nominace v kategoriích nejlepší kamera, nejlepší zvuk a nejlepší střih zvukových efektů[2]
- cena Saturn – nominace v kategoriích nejlepší fantasy film, nejlepší masky, nejlepší kostýmy a nejlepší speciální efekty
- Zlatý glóbus – nominace v kategorii nejlepší původní píseň („Hold Me, Thrill Me, Kiss Me, Kill Me“ od U2)
- cena Grammy – nominace v kategorii nejlepší instrumentální soundtrack k filmu